# معارض الأكاديمية (البندقية)
معارض الأكاديمية هو متحف للفن من فترة ما قبل القرن التاسع عشر في البندقية في شمال إيطاليا. يقع على الضفة الجنوبية للقناة الكبرى، ضمن حي دورسودورو. كان في الأصل معرضًا لأكاديمية الفنون الجميلة في البندقية، لكنه استقل عنه في عام 1879.

## تاريخ مبكر
تأسست أكاديمية الفنون الجميلة في 24 سبتمبر 1750، قانونياً في عام 1756. جيوفاني باتيستا بيازيتا هو المدير الأول للأكاديمية، ثم أصبح جيوفاني باتيستا تيبولو أول رئيس بعد عودته من فورتسبورغ.
1. 1 2   https://www.gallerieaccademia.it/en/contacts. {{استشهاد ويب}}: |url= بحاجة لعنوان (مساعدة) والوسيط |title= غير موجود أو فارغ (من ويكي بيانات) (مساعدة)
2. ↑   https://www.gallerieaccademia.it/en/museum-complex. {{استشهاد ويب}}: |url= بحاجة لعنوان (مساعدة) والوسيط |title= غير موجود أو فارغ (من ويكي بيانات) (مساعدة)
3. ↑   http://www.accademiavenezia.it/accademia.php?id=1. {{استشهاد ويب}}: |url= بحاجة لعنوان (مساعدة) والوسيط |title= غير موجود أو فارغ (من ويكي بيانات) (مساعدة)
4. ↑  Accademia di belle arti di Venezia, 1750–2010. Cenni storici نسخة محفوظة 2013-11-13 على موقع واي باك مشين. (in Italian). Accademia di belle arti di Venezia. Accessed July 2013.
5. ↑  Elisa Viola (2005). L'Accademia di Venezia: i maestri, le collezioni, le sedi (in Italian). Venezia: Marsilio. (ردمك 9788831786553). p. 17. نسخة محفوظة 5 يوليو 2020 على موقع واي باك مشين.